# Юлия Друзила
За дъщерята на Германик със същото име вижте Друзила (сестра на Калигула).
Юлия Друзила (лат: IVLIA•DRVSILLA) (39-41) е единственото дете на римския император Калигула от неговата последна четвърта жена Милония Цезония.
Кръстена е на леля си, сестрата на баща си Друзила. Родена е малко след сватбата на Калигула и Цезония (според някои източници е родена на деня на сватбата на родителите си. Цезония имала вече 3 дъщери от първия си брак.
На 24 януари, 41 Калигула е убит от своята охрана. Цезония и Друзила умират след няколко минути, убити от преторианската гвардия. Главата на Друзила е разбита в стена.